# Ampharete sombreriana
Ampharete sombreriana är en ringmaskart som beskrevs av McIntosh 1885. Ampharete sombreriana ingår i släktet Ampharete och familjen Ampharetidae. Inga underarter finns listade i Catalogue of Life.